# Outrage: Beyond
Série
Outrage
(2010) Outrage Coda
(2017)
Pour plus de détails, voir Fiche technique et Distribution.
Outrage: Beyond (アウトレイジ ビヨンド, Autoreiji: Biyondo) ou Outrage 2 est un film japonais réalisé par Takeshi Kitano, sorti en 2012. Présenté en compétition officielle à la Mostra de Venise 2012, ce film est la suite du film Outrage sorti en 2010, et précède le film Outrage Coda sorti en 2017.

## Synopsis
Alors que la police lance une répression à grande échelle contre le crime organisé, elle déclenche une lutte nationale contre les yakuza entre les Sanno de l'Est et les Hanabishi de l'Ouest à laquelle va se retrouver impliqué Otomo, que tout le monde croyait mort en prison.

## Fiche technique
- Titre : Outrage: Beyond
- Titre original : アウトレイジ ビヨンド (Autoreiji: Biyondo)
- Réalisation : Takeshi Kitano
- Scénario : Takeshi Kitano
- Pays d'origine :  Japon
- Langue : japonais
- Genre : Drame, thriller, action et yakuza eiga
- Durée : 112 minutes
- Date de sortie : 
  - Japon : 6 octobre 2012

## Distribution
- Takeshi Kitano : Otomo
- Tomokazu Miura (VF : Michel Papineschi) : Kato
- Ryo Kase : Ishihara
- Fumiyo Kohinata : Lieutenant Kataoka
- Yutaka Matsushige : Detective Shigeta
- Toshiyuki Nishida : Nishino
- Sansei Shiomi : Nakata
- Shigeru Kōyama : Fuse
- Katsunori Takahashi : Jo
- Akira Nakao (en) : Tomita
- Tetsushi Tanaka : Funaki
- Ken Mitsuishi : Gomi
- Tatsuo Nadaka : Shiroyama
- Shun Sugata (en) : Okamoto
- Hideo Nakano : Kimura
- Hirofumi Arai : Ono
- Kenta Kiritani : Shima

## Distinctions

### Nominations
- Mostra de Venise 2012 : En compétition pour le Lion d'or
- Festival du film de Sydney 2013 : sélection « Features »

## Box-office
- Mondial : 16 215 856 $[1]
  - dont  États-Unis : 3 878 $[1]
  - dont  Japon : 16 995 152 $[1](1 450 000 000 ¥[2])